# Åls kommun, Norge
Åls kommun (norska: Ål kommune) är en kommun i Buskerud fylke i Norge. Kommunens centralort är tätorten Ål.

## Etymologi
Namnets fornnordiska ursprung är Áll, som är identiskt med ordet áll som betyder "dike". 1921 ändrades stavningen från "Aal" till "Ål".

## Administrativ historik
Åls kommun upprättades den 1 januari 1838 (som Aal formannskapsdistrikt) när Formannskapslovene från 1837 trädde i kraft. 1877 bröt sig Hol ut och bildade en egen kommun.

## Tätorter
I Åls kommun finns två tätorter:
- Torpo
- Ål (centralort)

## Socknar
Inom Norska kyrkan är Åls kommun indelad i tre socknar:
- Levelds socken
- Torpo socken
- Åls socken

Socknarna ingår i Hallingdals prosteri i Tunsbergs stift.

## Sevärdheter
- Torpo stavkyrka är en stavkyrka som byggdes på 1100-talet. Den är lokaliserad i Torpo.
- Ål Bygdamuseum är ett museum som är byggd kring en för bygden typisk äldre gård, från 1600-talet.

## Bilder

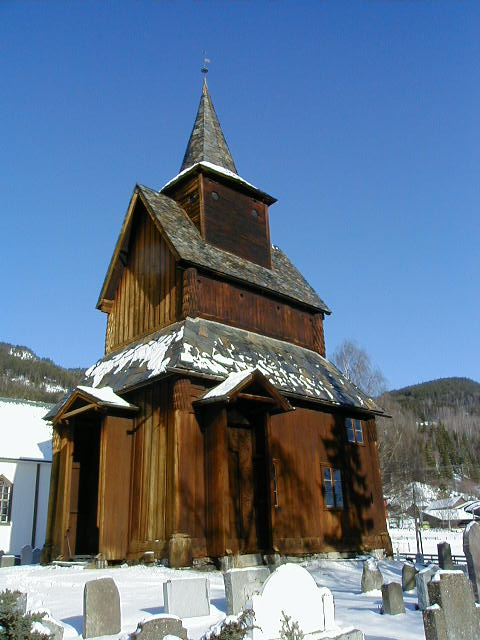
Torpo stavkyrka.
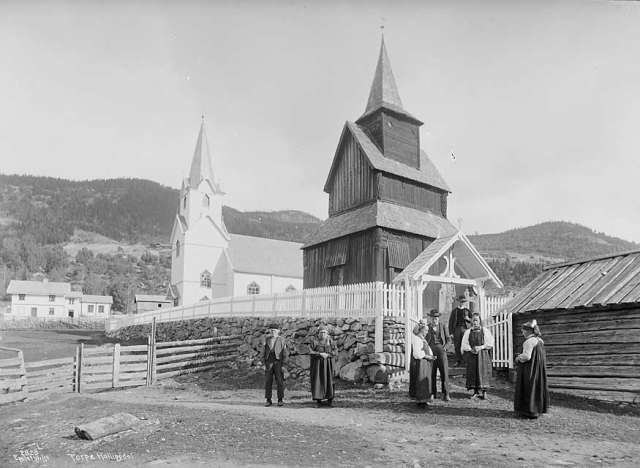
Torpo stavkyrka.
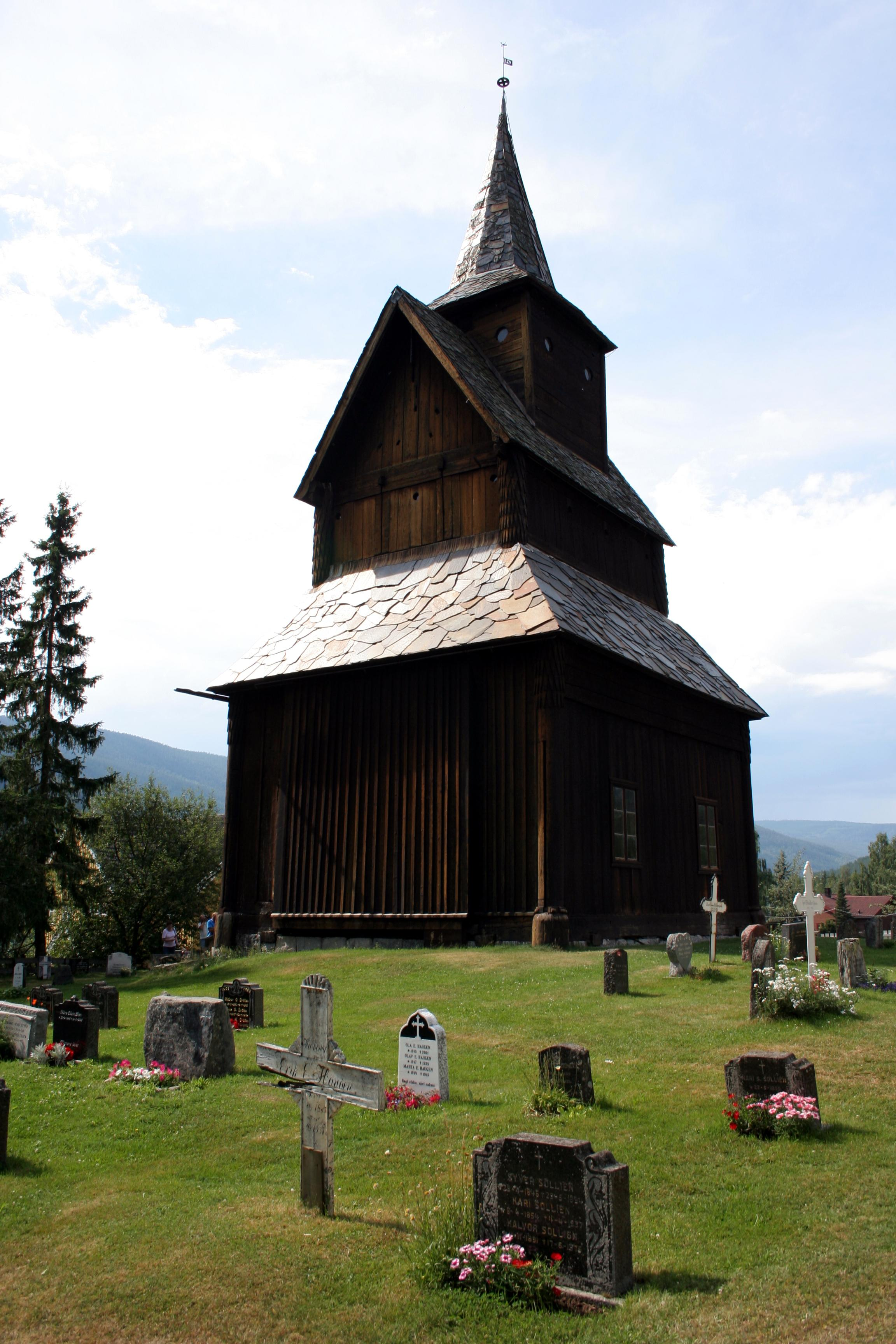
Torpo stavkyrka.